# Cenagnatoidy
Cenagnatoidy (Caenagnathoidea) – nadrodzina celurozaurów (Coelurosauria) należąca do owiraptozozaurów (Oviraptorosauria).

## Rodziny
- cenagnaty (Caenagnathidae),
- owiraptory (Oviraptoridae).